# Bieniasz Budny

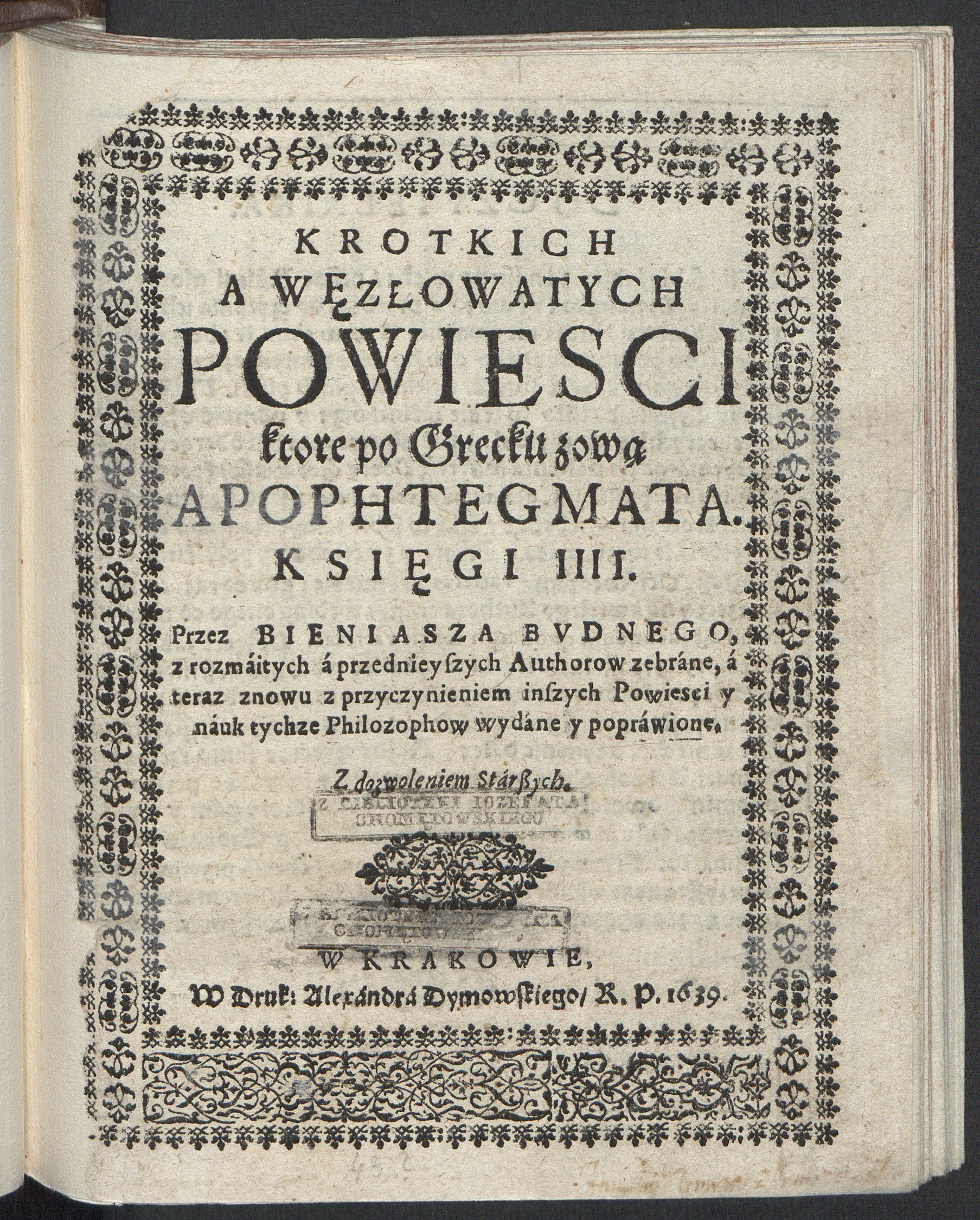
Krotkich a węzłowatych powiesci ktore po grecku zową apophtegmata księgi IIII – strona tytułowa wydania z 1639

Bieniasz Budny (zm. po 1632) – polski pisarz i tłumacz działający na przełomie XVI i XVII wieku.
Studiował w Królewcu na Uniwersytecie Albertyna. Do jego dzieł należą:
- Historyja krotofilna o kupcu, który się z drugim o cnotę swej żony założył – prozatorska przeróbka anonimowego wierszowanego przekładu noweli dziewiątej z Dekameronu Giovanniego Boccaccio, zatytułowanego Historyja o Barnabaszu... Wersja Budnego ukazała się przed 1583. Wydanie to nie zachowało się. Znane są wersje dodawane do siedemnastowiecznych wydań innego dzieła Budnego –  Apophtegmata.
- Krótkie powieści, które zową Apophtegmata, księgi IV (późniejsze wydania nosiły tytuł: Krótkie a węzłowate powieści, które po grecku zową Apophtegmata, księgi IV) – zbiór apoftegmatów zaczerpniętych z Plutarcha.